# Jan Latsky
Jan Latsky (Lacki) (ur. 1792 na Litwie, zm. 1866 w Kolonii Przylądkowej) – polski i brytyjski żołnierz, farmer, pionier zagospodarowania Wysokiego Karru.

## Życiorys
Syn Michała i Anny. Około roku 1810, służąc w Zachodniej Europie w armii Napoleona dostał się do brytyjskiej niewoli, gdzie został zwerbowany do brytyjskiej armii. Wcielony do 1 Batalionu 60. Pułku Piechoty, od września 1811 stacjonował w Południowej Afryce, dokąd przybył ze swym oddziałem na statku „Lion”. Po zwolnieniu ze służby uzyskał (w styczniu 1817) pozwolenie na osiedlenie się w Kolonii Przylądkowej. Mieszkał w Kapsztadzie, Paarl i Beaufort, trudniąc się różnymi zajęciami. W roku 1826 ożenił się z burską kobietą, Lucią Gloudiną Buys, z którą doczekał się dwóch synów i trzech córek. W roku 1827 zakupił 11 tys. morgów ziemi i założył farmę „Celeryfontein” w okolicach dzisiejszego Carnarvon (Prowincja Przylądkowa Północna), stając się pionierem europejskiego osadnictwa na Wysokim Karru.
Protoplasta południowoafrykańskiego (afrykanerskiego) rodu Latsky, który wydał kilka znaczących dla Afryki Południowej postaci, m.in.:
- Luiza „Lulu” Latsky (1901-1980), biolog i pisarka, pisząca w języku afrikaans, pierwsza kobieta, która uzyskała w Południowej Afryce tytuł doktora,
- Peter Sterrenberg Latsky (1903-1991), duchowny kościoła reformowanego (Nederduitse Gereformeerde Kerk), wieloletni proboszcz prestiżowej parafii św. Stefana w Kapsztadzie (brat Luizy);
- Johan Michael Latsky (1905-1981), południowoafrykański dietetyk.